# Eszes Mária Erzsébet
Eszes Mária Erzsébet (Szebény, 1951. július 23. – 2024. március 14. ) eszperantista, idegenvezető, versíró, akrilfestő, banktisztviselő, titkárságvezető, kórusmenedzser. A Magyarországi Eszperantó Szövetség (MESZ) második női elnöke volt (2016–2021). 

## Életútja
Pécsre kerül 1965-ben, majd itt érettségizett a Leőwey Klára Gimnázium orosz-angol tagozatán 1969-ben. Idegenforgalmi szakvizsgát tett 1972-ben Pécsett a Városi Idegenforgalmi Hivatalban. Ismereteit tovább bővítve idegenvezetői szakvizsgát szerzett 1975-ben szintén Pécsett, a Mecsek-Touristnál. A banktisztviselői szakvizsgát 1990-ben tette le ugyancsak Pécsett. Titkárnői, menedzserképzést 1992-ben végezte el, a munkaügyi felsőfokú szakképesítést pedig 1989-ben szerezte meg Pécsett.  
1969–89 között idegenforgalmi hivatalban szállásértékesítéssel, belföldi-külföldi utaztatással, idegenvezetők koordinálásával foglalkozott, majd 1989–90 között a pécsi Mecsek Tourist munkaügyi osztályán is dolgozott. 1990–92 között az OTP–devizafiókjánál volt alkalmazásban. 1995-ben megözvegyült, rá két évre Komlóra költözik. Végül 1992–97 között a Mecsek Füszért vezérigazgatósági titkárságán dolgozott, majd ment nyugdíjba. 

### Eszperantó vonatkozású tevékenysége
1990-ben poprádi eszperantistáknak szervezett találkozót, de részt vett 1991-ben a pécsi Junulara Esperanto-Renkontiĝo – Ifjúsági Eszperantó Találkozó megszervezésében. Eszperantó nyelvtanfolyamokat szervezett óvodásoknak ill. felnőtteknek. 
Közreműködött a Természetbarátok Nemzetközi Találkozójának (IREN) szervezésében és idegenvezetésében Abaligeten. Az Alpok-Adria Eszperantó találkozó lebonyolítása szülőfalujában Szebényben. Katolikus Eszperantisták Nemzetközi Találkozóján (IKUE) idegenvezetés. 2016–2021 között Eszes volt a MESZ elnöke.

## Publikációi
- irodalmi folyóiratokban: 
  - Délibáb Budapesten XXI.évf. II-IV.szám 13. old. A szeretet lángja; 34. old. Vihar után (festmény)
  - Délibáb Budapesten XXI.évf. I-II.szám 18. old. Eső könnycsepp; A vén tölgy és én
  - Délibáb Budapesten 2016. év I-II.szám 26. old. Szülőfalum
  - Délibáb Budapesten 2011. év XXI. évf. I-_II.szám 44. old. Átölel a csend

- Szigethy hírek, Szigethalom:
  - Főnix kamarakórus bemutatása 2013. I. évf. 3. oldal
  - Fotók a Pécsi Művészkörről   2014. II. évf. 14-15. oldal
  - Szebényi hagyomány           2015.           12-13. old.

### Eszperantó nyelvű publikációk
- Hungara Fervojista Mondo 
  - Prelego de la 20-a Jubilea Konferenco de Alpok-Adria Esperanto-Rondo : 2018. év 65-66. oldal

- JUNA AMIKO
  - Legendo pri la Sankta Nikolao 2018. nov. 26-27. oldal
  - "La sorĉa kanto mondo" 2019. május 28-29. oldal

### Antológiái
- Pécsi Újhang – „Lelkünk hangjai”; Pécs – 2007
- Hegyaljai Alkotók – „Égtájak”; Szerencs – 2007
- Tollforgatók; Pécs – 2005
- Komlói Alkotók – „Értékeink”; Komló – 2007
- Szigethy kavalkád; Szigethalom – 2005
- Zengő-Fény – 2010 ISSN 1785-5071

### Megjelent verseskötete
- Árnyékból a fényre; magándkiad. , Komló – 2006 ISBN 963 229 665 6

## Díjak, elismerések
- Szebényi Önkormányzat: emlékérem a hagyományápolásért – 2006
- Batsányi-cserhát Művészkör: írói nívódíj – 2011
- Gróf Murinyi József emlékdíj – 2013
- ART-arany-versírói díj – 2014

## Társasági tagság
- Szebényi Hagyományőrző Asszonykórus tagja – 1989
- Országos Idegenvezetői Egyesület tagja – 1990
- Pécsi Művészkör: Írók, Költők Baráti Társaság elnöke – 2006
- Szebényi Baráti Kör elnöke – 1990-2010
- Batsányi Cserhát Művészkör tagja – 2010
- Komlói Főnix Kamarakórus menedzsere – 2011
- Bűnmegelőzési és Környezetvédelmi Egyesület – 2012
- Magyarországi Eszperantó Szövetség elnöke – 2016
- Tisztelet Komlónak Egyesület tagja – 2018

## Eszes Mária a YouTube-on
- Opolczer Dániel: Eszes Mária - Kiállítás 2019 - Képek. YouTube
- Opolczer Dániel: Eszes Mária - Eszperantó prezentáció. YouTube